# Nakama
Nakama (jap. 中間市, -shi) ist eine Stadt in der Präfektur Fukuoka in Japan.

## Geographie
Nakama liegt westlich von Kitakyūshū und nordöstlich von Fukuoka.

## Geschichte
Die Stadt wurde 1958 gegründet.

## Verkehr
- Eisenbahn:
  - JR Chikuho-Hauptlinie: nach Kitakyūshū oder Chikushino

## Söhne und Töchter der Stadt
- Ken Takakura (1931–2014), Schauspieler

## Weblinks

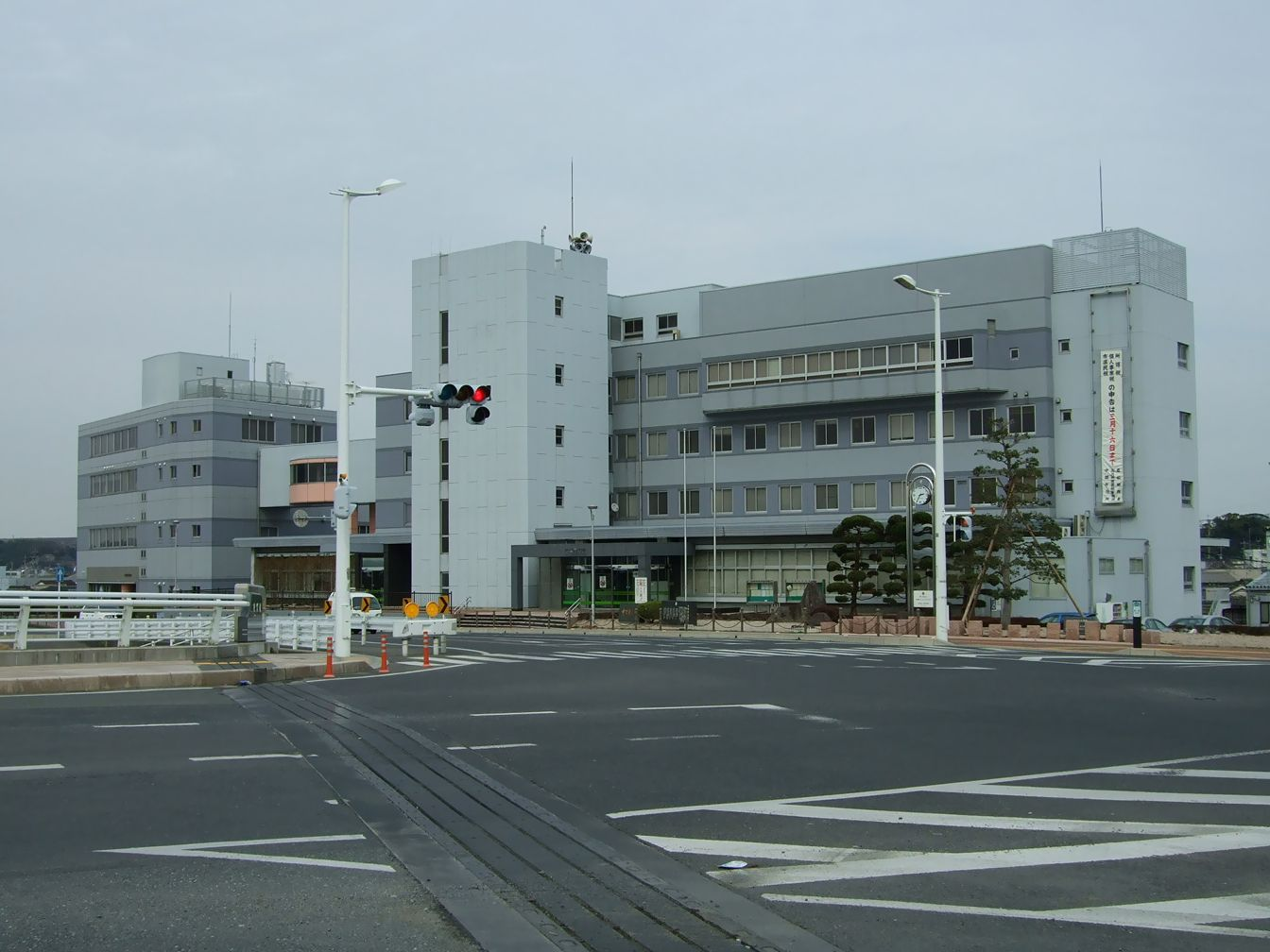
Rathaus von Nakama

## Angrenzende Städte und Gemeinden
- Kitakyūshū
- Kurate
- Mizumaki
- Onga